# Güntersburg
Die Burgruine Güntersburg steht südwestlich der Stadt Güntersberge, einem Ortsteil von Harzgerode im sachsen-anhaltischen Landkreis Harz im Mittelgebirge Harz.

## Lage
Das Bodendenkmal befindet sich südlich des Kohlberges im Selketal. Bei der mit etwa 3 Hektar sehr großen Anlage handelt es sich vermutlich um eine ehemalige befestigte Siedlung mit einer Burg. Nordwestlich war die Anlage durch einen Wall und einen 150 Meter langen Graben gesichert, dessen Ausmaße noch heute gut zu erkennen sind. Südöstlich ist die Anlage durch einen steil ins Selketal abfallenden Hang begrenzt. Ein Naturlehrpfad passiert die Burgstelle.

## Geschichte
Von den ehemaligen Gebäuden sind nur noch einige Grundmauern erkennbar; noch gut zu erkennen sind die Grundmauern der beiden Tortürme. Zur Geschichte ist nur wenig bekannt. Erstmals erwähnt um das Jahr 1326 als Slot auf dem Kohlberge, war die Anlage um 1600 bereits eine wüste alte Hausstedte. Grabungsfunde (1904, 1927/1928) belegen eine Erbauungszeit im 11. oder 12. Jahrhundert. Exponate sind im Museum Erlebnishaus Alte Schule im Ort zu sehen. Das Fehlen urkundlicher Aussagen zur Geschichte der Anlage gibt Raum für vielfältige Deutungen, die von der Entstehung bereits in karolingischer Zeit, über die Zerstörung im Zusammenhang mit den Aufständen gegen Kaiser Heinrich IV. und Kaiser Heinrich V. bis hin zur Funktion der Güntersburg als Bergbausiedlung gehen.

## Sage
Einer Sage nach wurde die Burg einst von Raubrittern bewohnt. Eines ihrer Opfer, die Tochter eines Kaufmannes, erscheine Wanderern noch heute, wenn sie sich um Mitternacht auf die Burg wagen. Mit ihrem Schlüsselbund soll sie einst einem Mönch übel beigekommen sein.

## Sonderstempelstelle
Im Gelände der Ruine Güntersburg befindet sich ein Holzkasten mit Sonderstempel (Nr. 7) für das sachbezogene Abzeichen zum Begleitheft Harzer Geschichtsorte: Burgen und Schlösser der Harzer Wandernadel.